# São Félix de Balsas

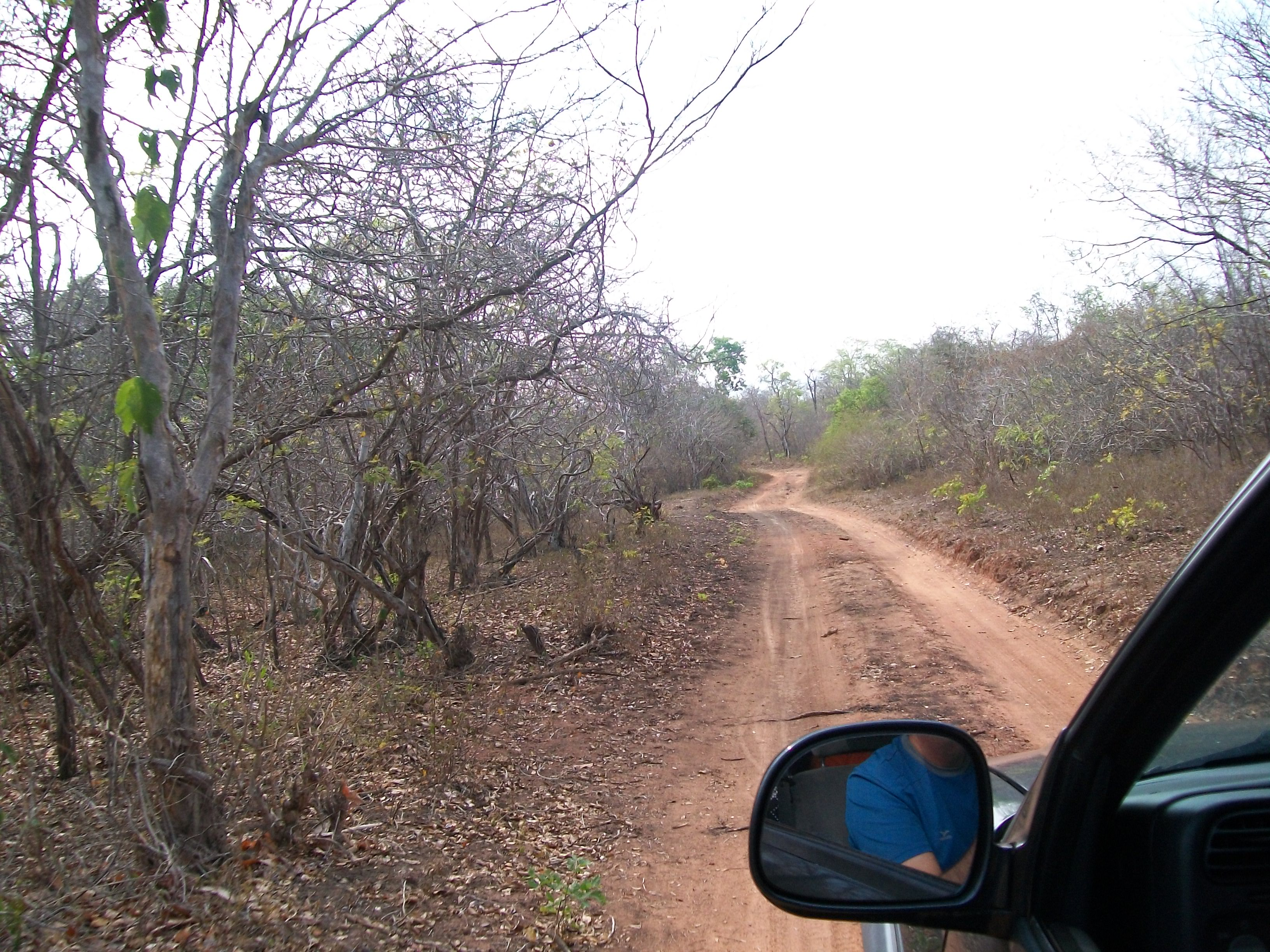

São Félix de Balsas est une municipalité brésilienne située dans l'État du Maranhão.